# Hästspårväg

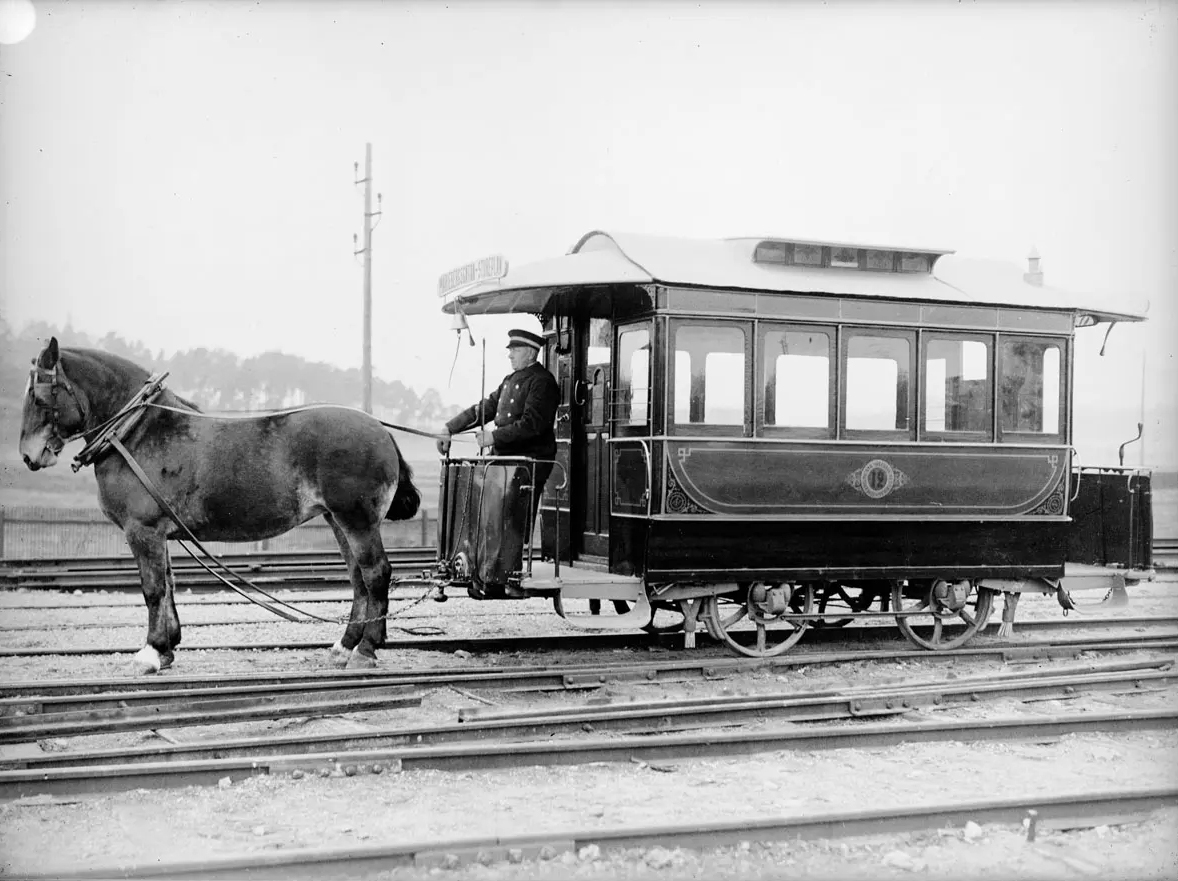
Hästspårvagn från 1877.

En hästspårväg är en typ av spårtrafik där vagnar dras på räls av en eller flera hästar. Swansea and Mumbles Railway i Wales var världens första linje med hästdragen passagerartrafik på spår 1807, och det fanns på 1840-talet och framåt ett stort antal hästbanor på järnvägsräls runt om i världen. I Sverige drogs järnvägen Lyckan-Frykstad i Värmland till exempel av hästar från starten 1850.

## Historik
Hästspårvägar för passagerare i städer förekom från 1832 i USA (New York, några år senare i New Orleans och Louisville) men den egentliga utvecklingen tog fart 1852 då flera linjer öppnades i New York och inom några år i de allra flesta av östkuststäderna i USA. Paris var först i Europa (1853) men det dröjde ända till 1860-talet innan fler europeiska städer fick spårvägslinjer (bland andra Köpenhamn 1863). Ångdrivna spårvagnar förekom redan på 1850-talet i USA, men blev aldrig verkligt dominerande på grund av problem med rök och gnistor i stadsmiljön. Det var först när elektriska spårvagnar började bli vanliga, från 1880-talet i USA och från 1890-talet i Europa, som hästspårvägarnas nedgång började på allvar. På många håll i världen var dock hästspårväg ännu ett levande transportmedel ännu under 1920-talet, och enstaka linjer har överlevt in i nutid, till exempel Douglas hästspårväg på Isle of Man i Storbritannien.
Hästdragna vagnar på spår har också använts för godstransport sedan 1600-talet, bland annat för att förflytta stenkol i England. Rälsen var gjord av trä fram till 1700-talet, då man övergick först till gjutjärn och sedan till stål. Den engelska beteckningen för sådana spårgående vagnar, "tram", kom från ordet för träbalkarna som kolkorgarna placerades i på sådana vagnar. Tram blev också namnet på stadstrafikvagnarna i England och andra europeiska städer, medan termen blev "streetcar" i Nordamerika. 

### Hästspårvägar i Sverige
Den korta hästspårvägen Ramlösa Brunn–Ramlösa Bad utanför Helsingborg, som endast gick sommartid, var den första hästspårvägen i Sverige. Den gick 1877–1890. I stadstrafik drevs hästspårvägar i Stockholm 1877–1905 (startad en månad efter linjen i Ramlösa), i Göteborg 1879-1902 och i Malmö 1887-1907. Dessutom fanns kortare linjer med säsongstrafik i Limhamn söder om Malmö, och i Ljunghusen på Falsterbonäset.
I Göteborg ledde Sigfrid Edström (senare på Asea) elektrifieringen av Göteborgs spårväg 1900~1902.
Hästspårvagn nr 12 från Stockholms Spårvägar från 1877 finns bevarad på Spårvägsmuseet i Stockholm och en hästspårvagn från Malmö finns på Teknikens och sjöfartens hus i Malmö.